# Um Ser Amor (canção)
"Um Ser Amor" é uma canção composta e gravada pela cantora e compositora brasileira Paula Fernandes, lançada em 04 de junho de 2013 como primeiro e único single do EP de mesmo nome.
A canção recebeu uma indicação ao Grammy Latino na categoria de Melhor Canção Brasileira de 2014.
Fez parte da trilha sonora da novela das nove Amor à Vida (2013) como tema do casal protagonista.

## Composição
"Um Ser Amor" é uma canção romântica tocada em violão composta pela cantora Paula Fernandes, a música virou um sucesso em todo Brasil quando marcou presença na trilha sonora da novela da TV Globo Amor à Vida. A faixa faz parte de um EP lançado pela cantora após ver o sucesso da canção, pois anteriormente a música só estava presente em formato digital no iTunes.

## Prêmios e indicações
| Ano  | Premiação     | Categoria                | Resultado |
| ---- | ------------- | ------------------------ | --------- |
| 2014 | Grammy Latino | Melhor Canção Brasileira | Indicado  |

## Lista de faixas
| Download digital |               |         |  |
| N.º              | Título        | Duração |  |
| 1.               | "Um Ser Amor" | 4:24    |  |

## Desempenho nas tabelas musicais
| Tabela musical (2014)                       | Melhor posição |
| ------------------------------------------- | -------------- |
| Brasil - (Billboard Brasil Hot 100 Airplay) | 3              |